# Globi d'oro 2010
La 50ª edizione dei Globi d'oro si è tenuta il 1º luglio a Roma nel 2010.

## Albo d'oro
I vincitori sono indicati in grassetto, a seguire gli altri candidati.

### Miglior film
- Mine vaganti, regia di Ferzan Özpetek
- Cosa voglio di più, regia di Silvio Soldini
- La prima cosa bella, regia di Paolo Virzì

### Gran Premio della Stampa Estera
- L'uomo che verrà, regia di Giorgio Diritti

### Miglior regista
- Giuseppe Tornatore - Baarìa
- Silvio Soldini - Cosa voglio di più
- Paolo Virzì - La prima cosa bella

### Miglior opera prima
- Basilicata Coast to Coast, regia di Rocco Papaleo
- Cado dalle nubi, regia di Gennaro Nunziante e Checco Zalone
- Scontro di civiltà per un ascensore di Piazza Vittorio, regia di Isotta Toso

### Miglior attore
- Christian De Sica - Il figlio più piccolo
- Pierfrancesco Favino - Cosa voglio di più
- Valerio Mastandrea - La prima cosa bella

### Miglior attore rivelazione
- Checco Zalone - Cado dalle nubi

### Miglior attore esordiente
- Nicola Nocella - Il figlio più piccolo

### Miglior attrice
- Stefania Sandrelli - La prima cosa bella
- Giovanna Mezzogiorno - La prima linea
- Alba Rohrwacher - Cosa voglio di più

### Miglior attrice rivelazione
- Nicole Grimaudo - Mine vaganti

### Miglior sceneggiatura
- Ferzan Özpetek e Ivan Cotroneo - Mine vaganti
- Doriana Leondeff, Angelo Carbone e Silvio Soldini - Cosa voglio di più
- Giuseppe Tornatore - Baarìa

### Miglior fotografia
- Maurizio Calvesi - Mine vaganti
- Enrico Lucidi - Baarìa
- Nicola Pecorini - La prima cosa bella

### Miglior musica
- Ennio Morricone - Baarìa
- Carlo Virzì - La prima cosa bella
- Rita Marcotulli, Max Gazzè e Rocco Papaleo - Basilicata Coast to Coast

### Migliore commedia
- Io, loro e Lara, regia di Carlo Verdone
- Basilicata Coast to Coast, regia di Rocco Papaleo
- Cado dalle nubi, regia di Gennaro Nunziante

### Miglior documentario
- Gaza Hospital, regia di Marco Pasquini
- Giallo a Milano, regia di Sergio Basso[5]

### Miglior film europeo
- L'uomo nell'ombra, regia di Roman Polański

### Miglior produttore
- Pietro Valsecchi, per Cado dalle nubi, regia di Gennaro Nunziante

### Miglior distributore
- 01 Distribution per L'uomo nell'ombra, regia di Roman Polański

### Globo d'oro europeo
- Gabriele Muccino

### Globo d'oro per l'eccellenza
- Centro Sperimentale di Cinematografia

### Globo d'oro alla carriera
- Ermanno Olmi
- Giancarlo Giannini
- Vittorio Storaro

### Globo d'oro del Cinquantenario
- Gina Lollobrigida